# Jovan Dučić
Jovan Dučić (Trebinje, 17. veljače 1871. – Gary, 7. travnja 1943.), bio je srpski pjesnik i diplomat. Jedan je od vodećih predstavnika srpskoga modernizma, te jedan od najvećih majstora forme u srpskoj poeziji. 

## Životopis
U rodnom mjestu Trebinju, završava osnovnu školu a nižu gimnaziju u Mostaru. Godine 1892. diplomirao je na učiteljskoj školi u Somboru. Predavao je u nekoliko mjesta u Bosni i Hercegovini. Godine 1896. pokreće književni časopis "Zora" u Mostaru, gdje je 1901. godine objavio prvu, još početničku zbirku pjesama. Školovanje je nastavio u Ženevi i Parizu, gdje je 1906. godine završio pravni fakultet. Nakon povratka u rodnu zemlju ulazi u diplomatsku službu; bio je na različitim visokim dužnostima u veleposlanstvima u Sofiji, Rimu, Ateni, Madridu, Ženevi, Kairu, pa ponovo u Rimu i Madridu do početka Drugoga svjetskog rata, kada bježi u SAD. Podržavao je stari jugoslavenski režim a za vrijeme Drugoga svjetskog rata podupirao je četnički pokret.
1942. godine napisao je pjesmu o Hrvatima koja je šovinističkog sadržaja Sinu tisućljetne kulture.
Umro je u Garyju, u SAD, 1943. godine.

## Djela
- Pjesme,  1901.
- Pesme u prozi. Plave legende, 1908.
- Pesme, 1908.
- Sabrana dela, I–VI, 1929. – 32.
- Gradovi i himere, 1940.
- Izabrana dela, I–V, 1982.

## Vanjske poveznice
- Pjesmarica
- Biografija
- Jovan Dučić: Grof Sava Vladislavić